# Werauhia macrantha
Werauhia macrantha là một loài thuộc chi Werauhia. Đây là loài đặc hữu của Costa Rica.